# Carl August Klindworth

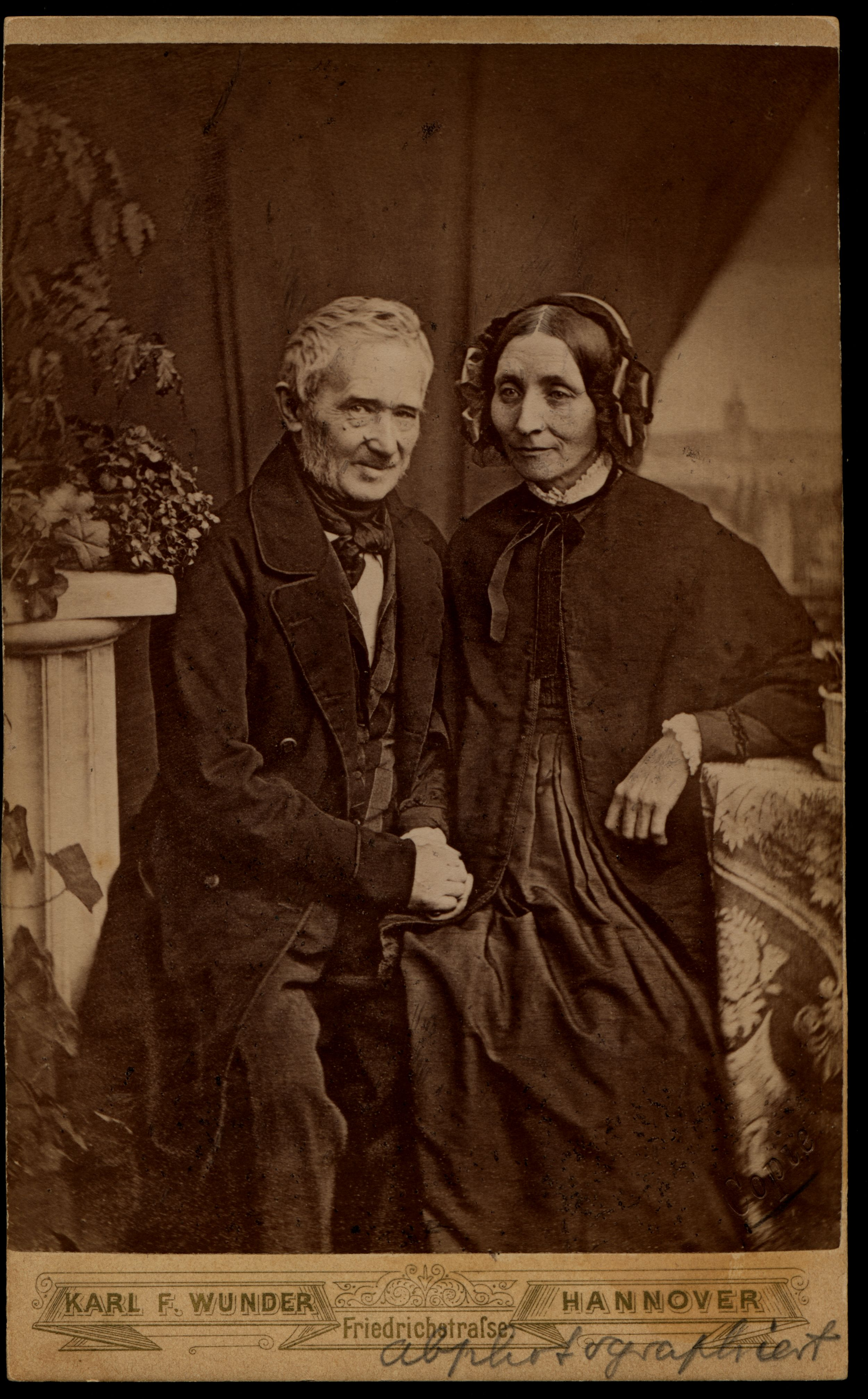
Karl August und Wilhelmine Dorothea Klindworth;
Atelieraufnahme von Karl Friedrich Wunder, Friedrichstraße, Kabinettformat, um 1860

Ludwig Carl August Klindworth (* 5. Juni 1791 in Göttingen; † 29. Juni 1862 in Hannover) war ein Mechaniker und Unternehmer.

## Familie
Klindworth war der zweite Sohn des Göttinger Mechanikers und Uhrmachers Johann Andreas Klindworth (1742–1813) und Friederike Diederichs. Der ältere Bruder Karl Friedrich Felix Klindworth (ca. 1788–1851) führte nach dem Tode des Vaters dessen Werkstatt fort. Sein jüngerer Bruder war Georg Klindworth. Carl August heiratete Dorothea Wilhelmine (1800–1853), die Tochter des Hofbuchdruckers Johann Thomas Lamminger (1757–1805). Karl Klindworth und Justus Christian Friedrich Klindworth waren ihre Söhne.

## Leben
Den Traditionen der Handwerker der Göttinger Universität folgend, baute Carl August Klindworth nach seiner Niederlassung in Hannover mathematische, physikalische und optische Instrumente. 1831 konstruierte er die erste, 1 PS starke Dampfmaschine des Königreichs für die Wasserversorgung des Städtischen Krankenhauses in Linden. 1836 gründete er eine Maschinenfabrik, die unter anderem Teile und Maschinen für Feuerspritzen, Walzwerke und Buchdruckerpressen lieferte. In der Mitte der 1840er Jahre firmierte Klindworth als „Maschinenfabrik und Mechanische Werkstätte“ und empfahl sich 1860 im Adressbuch der Stadt Hannover ferner für "Brillen, Lorgnetten, Theater-Perspectiven, Barometer, Goldwaagen, Thermometer etc."
Klindworth war Ausbilder des späteren Fabrikanten, Bürgervorstehers und Senators Conrad Bube.

## Auszeichnungen
„Für seine an Webereien und Spinnereien gelieferten Maschinen“, wie etwa die Mechanische Weberei, zeichnete der Gewerbeverein für das Königreich Hannover Klindworth 1837 mit der Goldenen Nadel aus.